# Île disparaissante

Schéma représentant une île éphémère à marée basse et haute.

Une île disparaissante fait référence à toute île permanente qui est exposée à marée basse mais qui est submergée à marée haute . Les îles disparaissantes existent un peu partout dans le monde. Il existe des îles disparaissantes aux Philippines notamment mais également dans les îles San Juan.
Autrefois, les marins étaient déconcertés par ce phénomène et inventaient des explications, impliquant généralement un monstre marin massif qui laissait un équipage atterrir sur son dos avant de s'immerger, noyant ainsi l'équipage. Parmi les exemples notables, on peut citer l'Aspidochélon, le Fastitocalon, le Jasconius, le Lyngbakr, le Hafgufa, le Zaratan et divers récits sur le kraken.
Cette expression est parfois utilisée à tort pour désigner des îles qui pourraient disparaître définitivement en raison de la montées des eaux dues au changement climatique.